# Anders Primdahl Vistisen

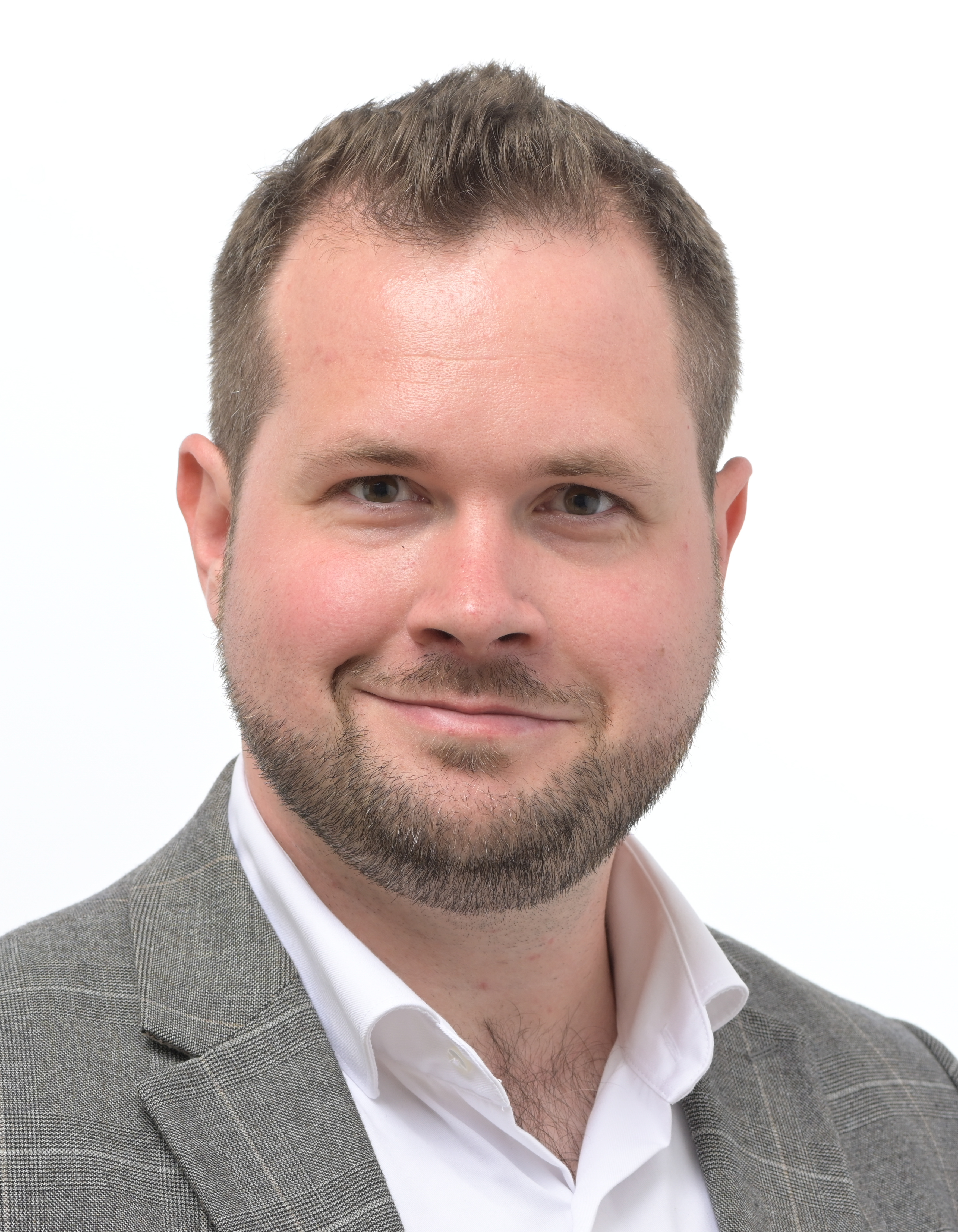
Anders Vistisen (2024)

Anders Primdahl Vistisen (* 12. November 1987 in Viborg, Viborg Kommune) ist ein dänischer Politiker der Dansk Folkeparti.

## Leben
Von 2014 bis 2019 war Vistisen Abgeordneter im Europäischen Parlament. Dort war er Mitglied im Haushaltskontrollausschuss und in der Delegation im Gemischten Parlamentarischen Ausschuss EU-Türkei.
Im November 2022 wurde er als Nachrücker für den ausgeschiedenen Peter Kofod wieder Parlamentsmitglied.
2024 trat er der Fraktion der Patrioten für Europa bei.